# Orhan Ölmez

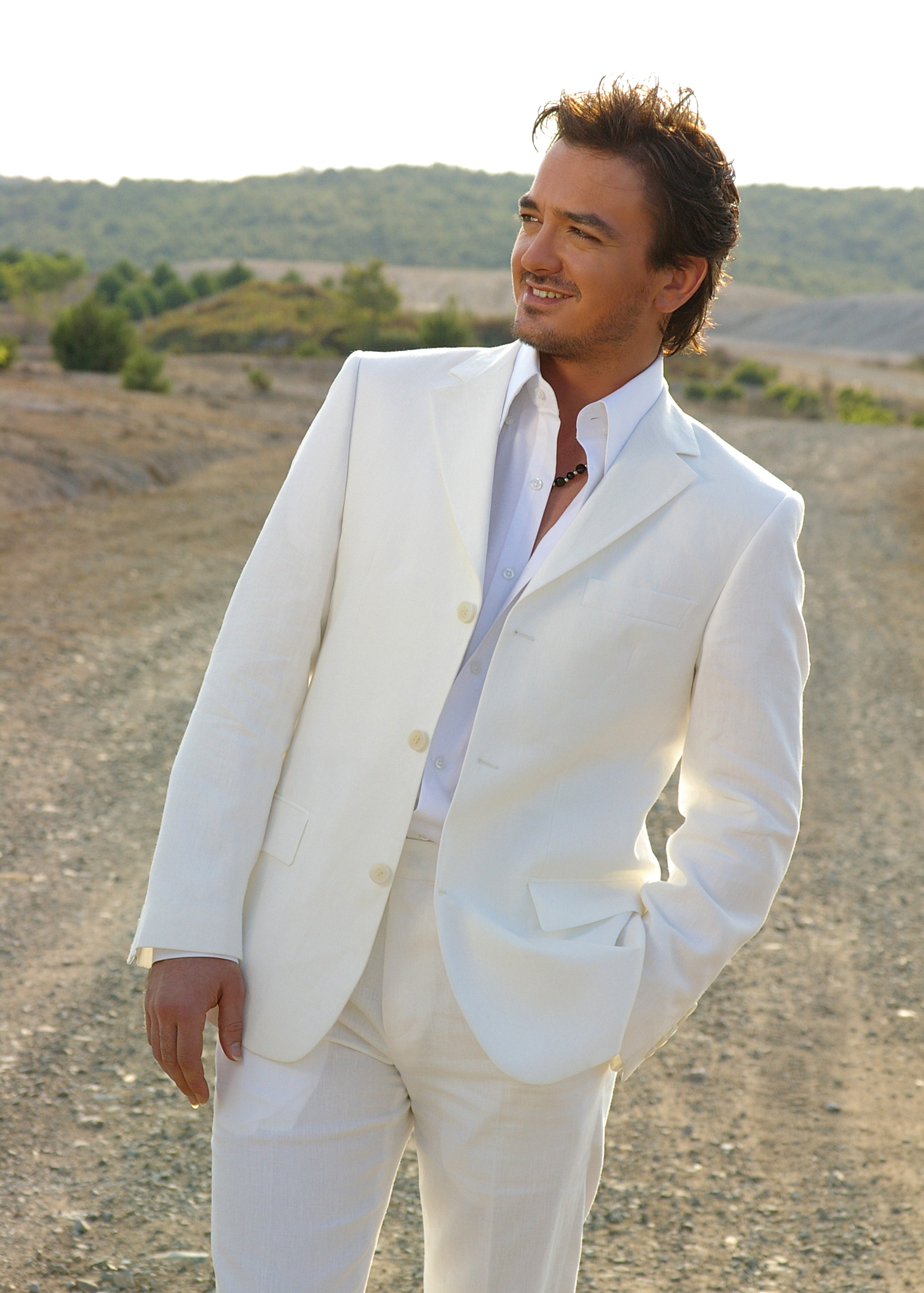
Orhan Ölmez, 2004

Orhan Ölmez (* 1. Mai 1978 in Manavgat) ist ein türkischer Sänger und Komponist.

## Leben und Karriere
Orhan Ölmez lebte 15 Jahre lang in Izmir. Sein Vater stammt aus Divriği, Provinz Sivas, seine Mutter aus Turgutlu, Provinz Manisa. Er hat eine Schwester.
1986–1987 entdeckte er sein Interesse an der Musik, als er den Saz kennenlernte. Während seiner Gesamtschulzeit war er an der westlichen Musik interessiert. Die Gesamtschule beendete er in Izmir. Er besuchte auch einen türkischen Konservatuar (Konservatorium) der Ägäis-Universität. Er arbeitete als Saz-Spieler im Bereich der türkischen Volksmusik, davon ein Jahr lang für Radio Izmir. Später begann er sein professionelles Kunstleben, indem er als Komponist und Arrangeur in Istanbul und Izmir arbeitete.
Im Jahr 2003, kam sein erstes Album Su Misali heraus, das sehr erfolgreich war und ihn bekannt machte. 2005 ließ er sein zweites Album Herseyin Farkindayim nennen; auch dieses Album war sehr erfolgreich. 2006 gewann er einen Kral Türkiye Müzik Award in der Kategorie Bester Fantezi-Musiker. Während des Ramadan im Jahr 2006 zeigte er sein Können und stellte sein Programm Iftar und Sahūr vor.

## Diskografie

### Alben
- 2003: Su Misali
- 2005: Herşeyin Farkındayım
- 2008: Damla Damla
- 2011: Orhan Ölmez
- 2014: Türkü
- 2016: Adam ve Kadın
- 2019: Sessiz Sessiz

### Kompilation
- 2012: 2+20

### Singles
| - 2003: Su Misali - 2003: İzin Verme - 2003: Özledim - 2005: Bana Bırak - 2005: Aşk Beni Sevmedi - 2005: Bensiz Aşka Doyma - 2005: Sabır Lazım - 2005: Yalvarayım Mı - 2005: Seni Seviyorum - 2008: Damla Damla - 2008: Iki Elin Kanda Olsa Da Gel - 2008: Yani Olmuyor - 2008: Yasa Dışı - 2008: Hepsi Bir (mit Talha Bora Öge) - 2010: Elma (von Emel Yalçın – Hintergrundstimme) - 2011: Bilmece - 2011: Senden Vazgeçtim - 2011: Nezaket - 2012: Yolcuyum Bu Dağlarda (mit Güler Duman) - 2013: Tanrı İstemezse - 2014: Gelsene - 2014: Gesi Bağları - 2015: Ya Olmasaydın - 2016: Kar Tanesi (Senin İçin Burdayım Ben) | - 2017: Senin Gecen Güne Benzer (mit Koray Güler) - 2017: İçerdeyim - 2017: Yar Ağladı Ben Ağladım (mit Canan Çal) - 2018: Kardaş (mit Canan Çal) - 2018: Söz Verdim (mit Canan Çal) - 2018: Doya Doya (mit Derya Derin) - 2018: Gel Ne Olur - 2018: Aldırma - 2019: Merdo - 2019: Hesret Neğmesi (mit Günel Zeynalova) - 2020: Hayır Ve Şer - 2020: Nefes - 2021: Bırak Gitsin - 2021: Canım Benim - 2021: Sivas - 2021: Merak Etme - 2021: Söz Verdim - 2022: Sevemem - 2022: Kim Bilir - 2022: Yüreğin Yansın - 2022: Dağlar Gibi Sevdim - 2023: Yer Yarıldı Tam Ortadan - 2024: Gel Deme - 2024: Sabret |

Quelle:

## Auszeichnungen
- 2006: Kral Türkiye Müzik Award in der Kategorie Bester Fantezi-Musiker